# Harry Garson
Harry Garson (né le 28 octobre 1882 à Rochester et mort le 21 septembre 1938 à Los Angeles) est un réalisateur américain.

## Filmographie partielle
- 1920 : Pour l'âme de Raphaël (For the Soul of Rafael)
- 1921 : Les Caprices du cœur (Straight from Paris)
- 1922 : The Sign of the Rose
- 1922 : The Worldly Madonna
- 1923 : Le Raz-de-marée (Thundering Dawn)
- 1923 : An Old Sweetheart of Mine
- 1924 : Breed of the Border
- 1924 : The No-Gun Man
- 1924 : The Millionaire Cowboy
- 1925 : Speed Wild
- 1934 : The Beast of Borneo (en)